# 朴セリ
朴 セリ（パク・セリ、ハングル：박 세리、英語：Se-ri Pak、1977年9月28日 - ）は、大韓民国出身の女子プロゴルファー。名前のセリ（세리）は、ハングルによる表記のみで本来は漢字表記がない。中国語の文章では「世莉」の字が宛てられており、日本でも、これがセリの漢字表記だとして紹介されることがある。

## 人物・来歴
13歳の時からゴルフを始める。
1995年韓国女子プロゴルフ協会（KLPGA）ツアー開幕戦「トムボーイ女子オープンゴルフ選手権」でアマチュアとして優勝、同年はこの優勝を含め4勝をアマチュアとしてあげる。
1996年KLPGAに入会しプロ転向、同年KLPGAツアー4勝をあげ年間獲得賞金ランキング（賞金ランク）1位となる。
1997年KLPGAツアー2勝。同年全米女子プロゴルフ協会（LPGA）のファイナルクォリファイングトーナメントを通過し翌シーズンからのツアーカードを得た。
1998年5月LPGAツアーメジャー大会「マクドナルドLPGA選手権」（全米女子プロゴルフ選手権）で初日から首位を譲らない完全優勝で同ツアー初優勝と同時にメジャー大会初出場初優勝、ルーキーイヤーでのメジャー大会優勝はリサロッテ・ノイマン（スウェーデン）以来となった。同年7月「全米女子オープン」で20歳9ヵ月の大会史上最年少優勝を果たす、選手権とオープンの年間2冠は史上6人目、この優勝は20ホールに及ぶプレーオフで決着しており、本大会72ホールと合わせた92ホールの試合は女子プロゴルフ史上最長記録となった。同年は最終的にLPGAツアー4勝。
1999年LPGAツアー4勝、この年は日本女子プロゴルフ協会（JLPGA）ツアー「グンゼカップワールドレディスゴルフトーナメント」で日本の大会に初出場し6位タイとなった。
2001年、この年からLPGAツアーメジャー大会に昇格した「全英女子オープン」で優勝、この優勝を含め同年はLPGAツアー5勝。
2002年「マクドナルドLPGA選手権」を4年ぶり2度目の優勝でメジャー4勝目、この優勝を含め同年はLPGAツアー5勝。
2003年は5月にKLPGAツアーで1勝、LPGAツアーで3勝、2004年同ツアー1勝。
2005年は首や肩の故障に苦しみ、「マクドナルドLPGA選手権」で予選落ちしたことから、メジャー大会での連続予選通過記録が「28」で止まった。
2006年「マクドナルドLPGA選手権」ではカリー・ウェブとのプレーオフを制し4年ぶり3度目の優勝でメジャー5勝目、同大会では1打差の3位に宮里藍が入っている。
2007年6月の「マクドナルドLPGA選手権」初日を終えた時点で殿堂入りに必要な10シーズン出場を達成、すでに必要なポイントは取得していたため、同年11月韓国人選手初となる世界ゴルフ殿堂にLPGA部門で入会。さらに同年KLPGA殿堂に具玉姬に次ぐ2人目の入会を果たす。同年はLPGAツアーで1勝。
2010年5月、悪天候の影響により、急遽54ホールに短縮された「ベルマイクロLPGAクラシック」でスーザン・ペターセン（ノルウェー）、ブリタニー・リンシコム（アメリカ合衆国）とのプレーオフを制し優勝。LPGAツアー通算25勝目をあげた。
朴の活躍に刺激されて韓国ではゴルフブームが巻き起こり、韓国人プロゴルファーが世界的に活躍するきっかけになったとされる。朴に影響されてゴルフを始めた選手も多く、特にイ・ボミ、キム・ハヌル、申智愛、朴仁妃など、1988年生まれの女子プロゴルファーは「朴セリ・キッズ」と呼ばれる。
2016年3月18日、同年限りでの引退を表明した。
競技引退後はオリンピックゴルフ競技の韓国代表女子チームリーダーを務めるなど後進の指導に力を注いでいる。
2021年4月、新型コロナウイルスに感染していたことが分かった。
2024年、自ら理事長を務める「朴セリ希望財団」が、朴の父親を私文書偽造で告訴。以前から父親に起因する債務問題が続いていたことを明かした。